# شمال يوركشاير

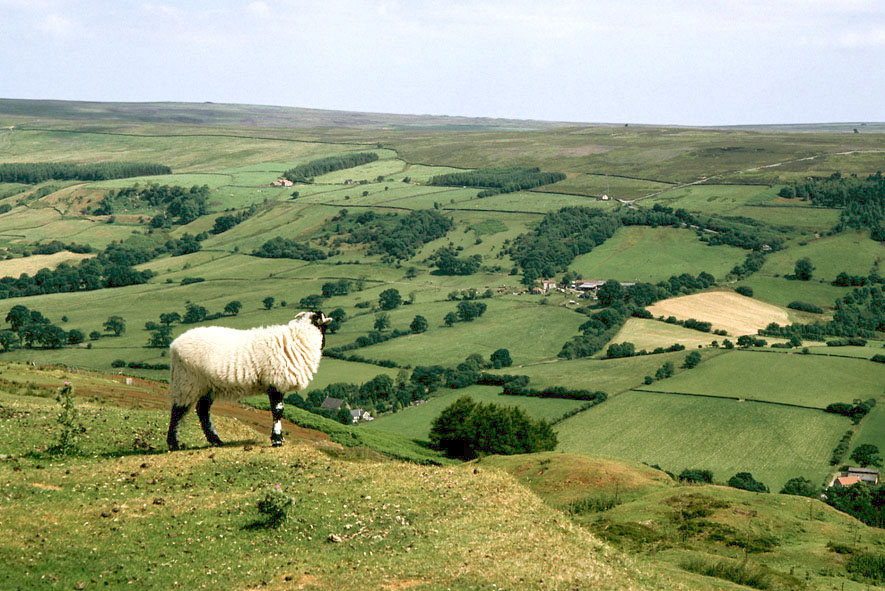
تلال شمال يوركشير

شمال يوركشير هي مقاطعة في المملكة المتحدة، تقع شمال شرق إنكلترا وتغطي مساحة 8654 كلم مربع، عدد سكانها حوالي مليون نسمة. وبها منطقتان من التلال بها مراعي طبيعية بالغة الجمال، فتغطي هذان المنطقتان مساحة 40% من المقاطعة، وتعتبر هذه المنطقتين محمية طبيعية.
أهم البلدات الواقعة في هذه المقاطعة:
- هاروغيت وبها عيون 70 ألف نسمة
- سكاربورو الساحلية 50 ألف نسمة
- نورث آلرتن الحاضنة التقليدية 15 ألف نسمة

## المناخ
يظهر الجدول التالي التغييرات المناخية على مدار السنة لشمال يوركشاير:
| البيانات المناخية لـشمال يوركشاير | البيانات المناخية لـشمال يوركشاير | البيانات المناخية لـشمال يوركشاير | البيانات المناخية لـشمال يوركشاير | البيانات المناخية لـشمال يوركشاير | البيانات المناخية لـشمال يوركشاير | البيانات المناخية لـشمال يوركشاير | البيانات المناخية لـشمال يوركشاير | البيانات المناخية لـشمال يوركشاير | البيانات المناخية لـشمال يوركشاير | البيانات المناخية لـشمال يوركشاير | البيانات المناخية لـشمال يوركشاير | البيانات المناخية لـشمال يوركشاير | البيانات المناخية لـشمال يوركشاير |
| الشهر                             | يناير                             | فبراير                            | مارس                              | أبريل                             | مايو                              | يونيو                             | يوليو                             | أغسطس                             | سبتمبر                            | أكتوبر                            | نوفمبر                            | ديسمبر                            | المعدل السنوي                     |
| --------------------------------- | --------------------------------- | --------------------------------- | --------------------------------- | --------------------------------- | --------------------------------- | --------------------------------- | --------------------------------- | --------------------------------- | --------------------------------- | --------------------------------- | --------------------------------- | --------------------------------- | --------------------------------- |
| الدرجة القصوى °م (°ف)             | 15 (59)                           | 17 (63)                           | 21 (70)                           | 24 (75)                           | 29 (84)                           | 32 (90)                           | 34 (93)                           | 33 (91)                           | 29 (84)                           | 28 (82)                           | 19 (66)                           | 16 (61)                           | 34 (93)                           |
| متوسط درجة الحرارة الكبرى °م (°ف) | 6 (43)                            | 7 (45)                            | 10 (50)                           | 13 (55)                           | 16 (61)                           | 19 (66)                           | 22 (72)                           | 22 (72)                           | 18 (64)                           | 14 (57)                           | 10 (50)                           | 7 (45)                            | 14 (57)                           |
| متوسط درجة الحرارة الصغرى °م (°ف) | 1 (34)                            | 1 (34)                            | 2 (36)                            | 4 (39)                            | 7 (45)                            | 10 (50)                           | 12 (54)                           | 12 (54)                           | 10 (50)                           | 7 (45)                            | 4 (39)                            | 1 (34)                            | 6 (43)                            |
| أدنى درجة حرارة °م (°ف)           | −14 (7)                           | −10 (14)                          | −13 (9)                           | −3 (27)                           | −1 (30)                           | 2 (36)                            | 5 (41)                            | 4 (39)                            | −1 (30)                           | −7 (19)                           | −14 (7)                           | −19 (−2)                          | −19 (−2)                          |
| الهطول مم (إنش)                   | 40 (1.6)                          | 35 (1.4)                          | 43 (1.7)                          | 46 (1.8)                          | 42 (1.7)                          | 47 (1.9)                          | 51 (2.0)                          | 59 (2.3)                          | 53 (2.1)                          | 62 (2.4)                          | 56 (2.2)                          | 59 (2.3)                          | 593 (23.3)                        |
| المصدر:                           |                                   |                                   |                                   |                                   |                                   |                                   |                                   |                                   |                                   |                                   |                                   |                                   |                                   |

## أعلام
- فرانك كار
- وليام إيتي
- هيذر نيكلسون
- جيمس فليتشر
- كيث واتسون
- مارك سكوت